# The Drifters
The Drifters — чорношкірий вокальний колектив, створений на початку 1953 року за сприяння продюсерів Ахмета Ертегуна і Джеррі Векслера спеціально під Клайда Макфеттера — володаря високого тенора з популярної групи The Dominoes (де його замінив не менше талановитий Джекі Вілсон). Наприкінці 1955 Макфеттер покинув The Drifters, але і після його відходу команда, незважаючи на регулярну зміну складів, залишалася одним з найпопулярніших імен в світі ритм-енд-блюзу до середини 1960-х років.

## Історія гурту
Найбільшим успіхом початкового складу The Drifters на чолі з Макфеттером був сингл Money Honey (серпень 1953), в якому історики рок-музики бачать одну з перших рок-н-рольних записів і прообраз музики Елвіса Преслі. Після відходу Макфеттера продюсер Джордж Тредвелл (чоловік і імпресаріо Сари Вон) розглядав The Drifters як суто комерційне підприємство і відмовлявся платити його учасникам понад 100 доларів на тиждень. Не отримували вони й відсотка від реалізованих записів. Вокалісти розглядали The Drifters як стартовий майданчик для сольної кар'єри і рідко затримувалися в ній більше року. Як бек-вокалістка деякий час виступала Дайон Уорвік.
Найбільш успішний період історії групи, коли вони на рівних конкурували з The Platters і The Coasters, пов'язаний з ім'ям фронтмена Бена Нельсона (1958—1959). Саме він виконав There Goes My Baby (1958) — пісню Лейбера і Столлера, яка свого часу представлялася експериментальною. Вперше в історії ритм-енд-блюзу звучання будувалося на струнних інструментах, а не на клавішних. Незвичайне звучання з латиноамериканським нальотом зробило з пісні грандіозний хіт у США і за їх межами. There Goes My Baby визначило напрям розвитку «чорної» музики на кілька років вперед, випередивши собою експерименти Сема Кука, Філа Спектора і Смокі Робінсона.
У 1959 році Нельсон оголосив про початок сольної кар'єри під ім'ям Бена Кінга. У період пошуку Тредвелла нового фронтмена він продовжував записуватися з групою. До цього перехідного етапу в історії групи відносяться такі нев'янучі хіти, як This Magic Moment і Save the Last Dance for Me (1-е місце в США, 2-е місце в Британії). З 1960 по 1964 роки The Drifters очолював Руді Льюїс; найпопулярнішою записом цього періоду є бадьора Up on the Roof (1960, 4-е місце в США). Льюїс був знайдений мертвим напередодні записи останнього великого хіта групи, Under the Boardwalk (1964). На записі виконував соло Джонні Мур, що залишався фронтменом аж до кінця 1970-х.
The Drifters належать до тих груп, які визначили звучання популярної музики кінця 1950-х і початку 1960-х. П'ять пісень колективу увійшли до списку 500 найкращих пісень усіх часів за версією журналу Rolling Stone: Up on the Roof (113-е місце), Save the Last Dance for Me (182), There Goes My Baby (193), Money Honey (252) і Under the Boardwalk (487).